# نجع حاج سلام
نجع حاج سلام (به عربی: نجع الحاج سلام)، روستایی از توابع فرشوط در استان قنا و کشور مصر است.

## جمعیت
براساس سرشماری سال ۲۰۰۶ مصر، جمعیت آن ۷۵۴۲ نفر(۳۷۵۶ مرد و ۳۷۸۶ زن) بوده‌است.